# Riviera da Barra (Vila Velha)
Riviera da Barra é um bairro localizado no município de Vila Velha, no estado do Espírito Santo.

### Histórico e formação do bairro
O bairro de Riviera da Barra surgiu a partir da consolidação de três loteamentos urbanos criados desde a década de 1950. O loteamento Vila Maria Ortiz é o mais antigo, seguido pelo loteamento Riviera da Barra, que compõe a maior parte da extensão do bairro atual, e da parcela do loteamento Jardim Praia da Concha, este o último a ser estabelecido, além de lotes lindeiros à Rodovia do Sol e o aeródromo existente. Tais loteamentos não foram implantados ou habitados até o final dos anos de 1980, onde em razão da expansão urbana e imobiliária causada pelas migrações internas promovidas pela expansão industrial na Região Metropolitana de Vitória no período, iniciou-se a efetiva abertura de vias e ocupação dos lotes.
Situado no distrito Jucu de Vila Velha, e vizinho dos bairros Santa Paula I, Barra do Jucu, São Conrado, Cidade da Barra e Barramares, o bairro compartilha de problemas estruturais semelhantes aos encontrados na região, como deficiência de pavimentação em algumas de suas vias e ausência de esgotamento sanitário.

### Geografia e meio ambiente
Com relevo majoritariamente plano, a região onde hoje o bairro está consolidado, era originalmente composta por areais de quartzo de origem marinha formando uma paisagem de cordões litorâneos construídos no período quaternário, que abrigaram vegetação de restinga e brejos.
O bairro situa-se na bacia hidrográfica do rio Jucu, importante curso natural no Espírito Santo, próximo a região de sua foz no Oceano Atlântico. Não existem cursos d'água relevantes em toda a extensão do bairro, com exceção de um pequeno canal artificial e a própria drenagem subterrânea das vias, que lançam suas águas no canal do Rio do Congo, este afluente do rio Jucu.

### Demografia e economia
De acordo com o Censo 2010, o bairro era composto por 3.445 habitantes e abrigava 1.265 domicílios. O bairro abriga também as instalações aeroviárias do Aeroclube do Espírito Santo desde 1984, além da Unidade de Pronto Atendimento Zilda Arns, que serve todo o distrito a que está inserida. As vias principais do bairro abrigam diversos estabelecimentos comerciais que servem a população do entorno imediato. Também no bairro encontra-se um supermercado de grande porte e algumas instalações de pequenas indústrias.